# Бир (Кангра)
Бир (хинди बीड, англ. Bir, урду بیڑ‎) также известная как Верхний Бир (англ. Upper Bir) — деревня на востоке округа Кангра в штате Химачал-Прадеш северной Индии.
Бир является одним из мест проживания тибетских беженцев. В деревне действуют несколько буддийских монастырей. Кроме этого Бир — популярное место для занятия такими активными видами деятельности как парапланеризм и пешеходный туризм, а также центр обучения спиритическим техникам и медитации.

## География
Бир расположен в техсиле Байджнатх округа Кангра в штате Химачал-Прадеш.
Это место примерно в 50 километрах юго-восточнее города Дхарамсала (2 — 3 часа дороги) и на 2,5 километра юго-западнее Биллинга(англ. Billing), который лежит на пути Тамсар(англ. Thamsar Pass), ведущего к деревне Бара Бханжал(англ. Bara Bhangal).
С точки зрения рельефа, Бир расположен у подножия хребта Дхаоладхар индийских гималаев.
Ближайшая к деревне железнодорожная станция — Ахжу(англ. Ahju) узкоколейной линии между городами Патханкот и Джогиндернагар.
Подъездная дорога к Биру начинается от поворота обозначенного как «Bir Road»(рус. дорога на Бир) на трассе NH20, примерно на полпути между городами Байджнатх и Джогиндернагар.

## Население
Основную часть деревни населяют индийцы, занятия которых в основном связаны с земледелием. Также в непосредственной близости от деревни находится многочисленное поселение тибетских беженцев (см. ниже), небольшие общины эмигрантов и приезжих.

## Учебные заведения и достопримечательности
В Бире и соседствующей с ним колонии есть несколько учебных заведений, которые привлекают студентов, туристов, волонтеров и других посетителей со всей Индии и из-за рубежа.
Дхармалая(англ. Dharmalaya) — индийское благотворительное общество(общественная организация), занимающаяся образованием, услугами и благотворительностью, с практической направленностью по вопросам устойчивого развития села, образования и сохранения традиционных учений. Дхармалая предоставляет долгосрочную работу для волонтеров и обучение медитации для карма-йоги для различных благотворительных проектов в интересах местного населения и природной среды.
Чайная фабрика в Бире является одним из старейших местных предприятий, которая предлагает туры для тех, кому интересен процесс производства чая.
Район, расположенный в горах над деревней и называемый Биллинг или Бир-Биллинг (англ. Bir-Billing) — популярное место для туризма, парапланеризма, дельтапланеризма, походов и палаточного отдыха.

## Парапланеризм

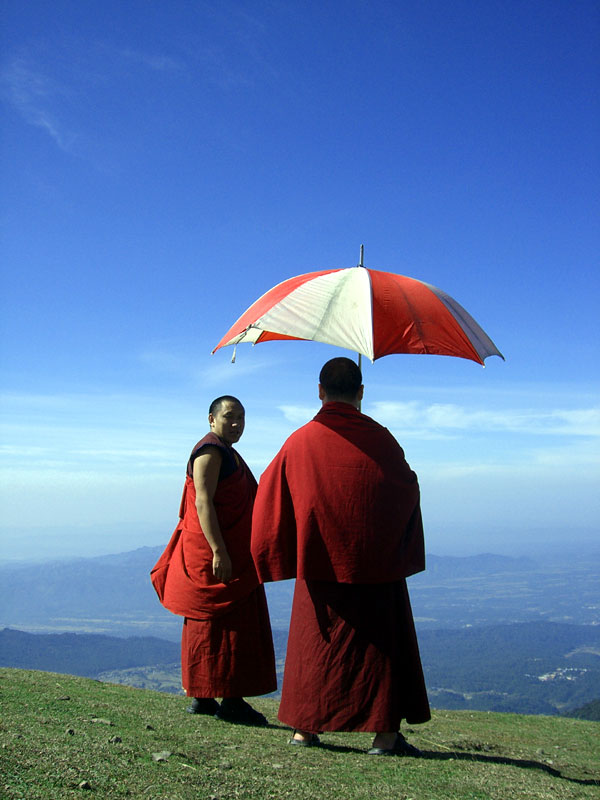
Тибетские монахи в районе Биллинг на горе над деревней Бир

Район Бир-Биллинг в горах над деревней известен как популярное место для индийских и приезжающих со всего мира парапланеристов. Лётный сезон здесь длится с сентября по ноябрь с наилучшими условиями в октябре. Деревня периодически принимает международные соревнования и мероприятия. Парапланерный старт расположен на лугах в районе Биллинг (14 километров севернее Бира), на высоте примерно 2400 метров, а площадки для посадки и туристическая инфраструктура в деревне Чёган на южной границе Бира.

## Тибетская колония в Бире
Тибетская колония в Бире это поселение тибетских беженцев, расположенное в деревне Чёган на юго-западной границе Бира.
Тибетская колония была образована в начале 1960-х годов после изгнания Далай-ламы и его сподвижников из Тибета.
В колонии расположены несколько буддийских монастырей (представляющих традиционные школы Ньингма, Кагью и Сакья), центр тибетских ремёсел, тибетская начальная деревенская школа (англ. Suja), филиал Тибетского Медицинского и Астрологического Института (англ. Men-Tsee-Khang), медицинская клиника, а также институт традиционных индийских и тибетских учений «Дир Парк» (англ. Deer Park).

## Упоминания
В тибетской колонии Бира снимался фильм Кубок режиссёра Кхьенце Норбу, основанный на событиях, происходивших здесь во время Чемпионата мира по футболу 1998.